# Escutel
L'escutel (del llatí: scutellum) és la part posterior ja siga del mesonotum o del metanotum del tòrax d'un insecte; tanmateix, es fa servir gairebé exclusivament dins el context del mesonotum, ja que el metanotum està força reduït en la majoria de grups d'insectes. En els grups dels Hemiptera i en alguns dels Coleoptera, l'escutel és una placa petita triangular per darrere del pronotum i entre les bases de les ales anteriors. En Diptera i Hymenoptera l'escutel és gairebé sempre diferent, però molt menor, i immediatament posterior al mesoscutum.

Escutel en diversos tipus d'insectes
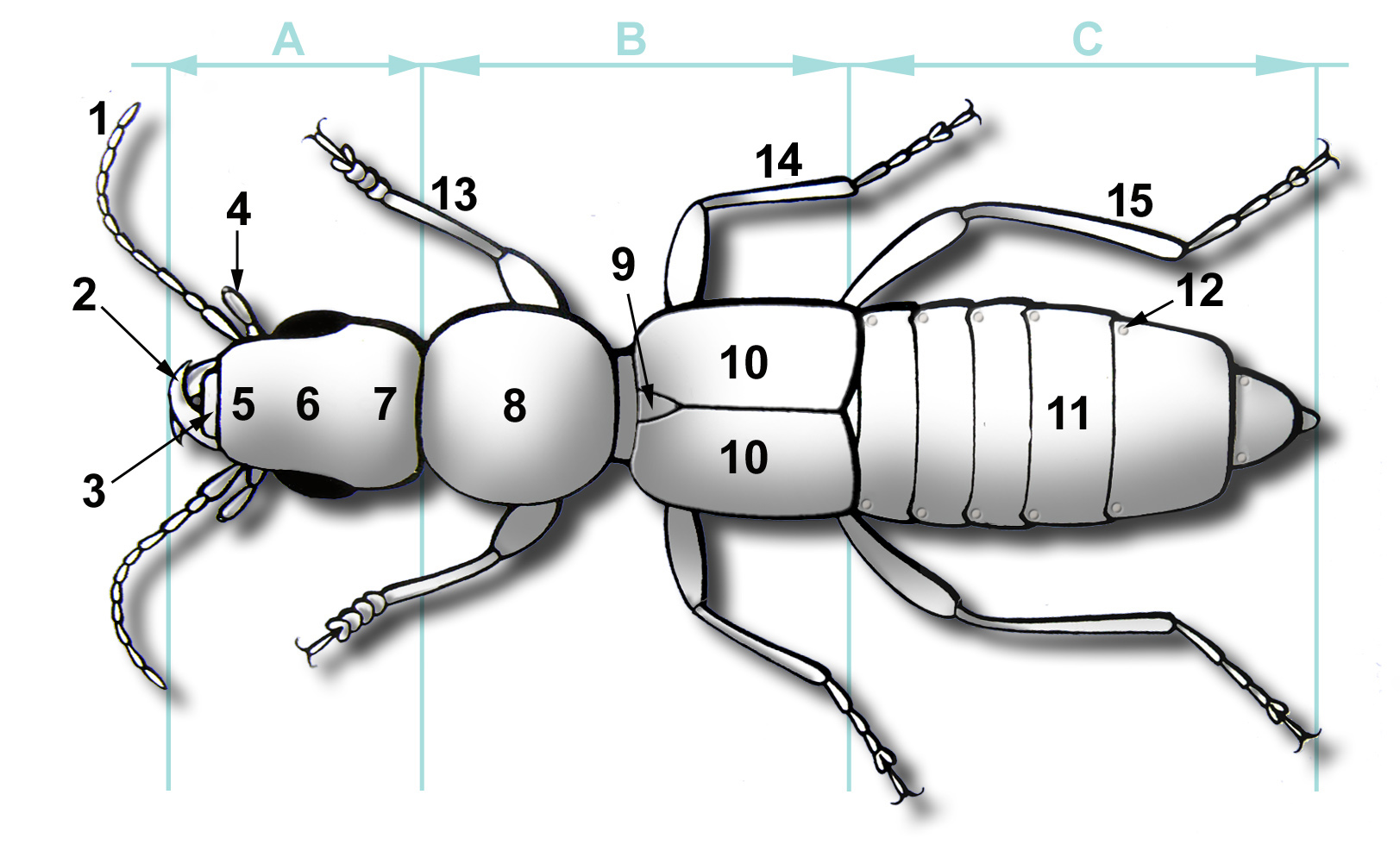

- 26=Escutel d'heteròpters
- 6=Escutel de dípters
- 9=Escutel de coleòpters
- 10=Escutel de formícids